# Flying (Chris de Burgh)
Flying is de tweede single van Chris de Burgh. Het is afkomstig van zijn debuutalbum Far beyond these castle walls. Het nummer staat echter als Turning round op het album. Om het verband te blijven kunnen maken werd op de single vermeld Flying (originally titled Turning round).
Flying had met 6:22 een opvallende lengte voor een single. De B-kant Watching the world duurde “slechts” 3:31.
De Burgh haalde met deze single opnieuw geen enkele Europese en Amerikaanse hitparades. In Brazilië werden er echter meer dan 500.000 exemplaren en heeft het wekenlang op nummer 1 gestaan.